# Municipio de Crabtree (condado de Haywood)
El municipio de Crabtree (en inglés: Crabtree Township) es un municipio ubicado en el  condado de Haywood en el estado estadounidense de Carolina del Norte. En el año 2010 tenía una población de 1.736 habitantes.

## Geografía
El municipio de Crabtree se encuentra ubicado en las coordenadas 35°35′48.37″N 82°57′14.5″O / 35.5967694, -82.954028.